# Тајни Клајн
Тајни Клајн (енгл. Tiny Kline, 21. јун 1891 — 5. јул 1964) била је циркушки извођач мађарског порекла и један од најпознатијих извођача Дизниленда.

## Биографија
Тајни је рођена 21. јуна 1891. године у Мађарској. Заједно са плесном групом имигрира у САД 1905. године. Постаје позната тек 1961. потписивањем уговора са Валт Дизни компанијом где је по први пут игра у улози Звонлице спустивши се змајом који је био повезан каблом од Матерхорна до дворца успаване лепотице. Због тешке болести престаје са радом и 5. јула 1964. умире од рака стомака.